# Список станций метрополитена Бильбао
Это список станций метрополитена Бильбао — системы линий метрополитена в Бильбао (Испания).

## Общий участок
- «Эчебарри» (исп. Etxebarri) — конечная для Линии 1 и пересадочная на Линию 2.

открыта 5 января 2005 года
- «Болуэта[англ.]» (исп. Bolueta) — пересадка на трамвайную сеть EuskoTran.

открыта 5 июля 1997 года
- «Басаррате[англ.]» (исп. Basarrate)

открыта 5 июля 1997 года
- «Сантучу[англ.]» (исп. Santutxu)

открыта 5 июля 1997 года
- «Саспикалеак — Каско-Вьехо[англ.]» (исп. Casco Viejo, баск. Zazpikaleak) — пересадка на трамвайную сеть EuskoTran.

открыта 11 ноября 1995 года
- «Абандо[баск.]» (исп. Abando) — пересадка на трамвайную сеть EuskoTran, ж.д. станцию Bilbao-Abando.

открыта 11 ноября 1995 года
- «Моюа[англ.]» (исп. Moyua)

открыта 11 ноября 1995 года
- «Индаучу[англ.]» (исп. Indautxu)

открыта 11 ноября 1995 года
- «Сан-Мамес[англ.]» (исп. San Mamés, баск. Santimami) — пересадка на пригородную железнодорожную систему Cercanías, трамвайную сеть EuskoTran, автовокзал Термибус.

открыта 11 ноября 1995 года
- «Деусту[англ.]» (исп. Deustu)

открыта 11 ноября 1995 года
переименована в 2017 году (прежнее название — «Деусто»)
- «Саррико[англ.]» (исп. Sarriko)

открыта 11 ноября 1995 года
- «Сан-Игнасио[англ.]» (исп. San Ignazio) — пересадочная между двумя линиями.

открыта 11 ноября 1995 года
переименована в 2017 году (прежнее название — «Сан-Инасио»)

## Линия 1
- «Лучана[баск.]» (исп. Lutxana)

открыта 11 ноября 1995 года
- «Эрандио[англ.]» (исп. Erandio)

открыта 11 ноября 1995 года
- «Астрабудуа[англ.]» (исп. Astrabudua)

открыта 11 ноября 1995 года
- «Лейоа[англ.]» (исп. Leioa)

открыта 11 ноября 1995 года
- «Ламиако[англ.]» (исп. Lamiako)

открыта 11 ноября 1995 года
- «Ареэта[англ.]» (исп. Areeta)

открыта 11 ноября 1995 года
- «Гобела[англ.]» (исп. Gobela)

открыта 24 июня 1996 года
- «Негури[англ.]» (исп. Neguri)

открыта 11 ноября 1995 года
- «Айбоа[англ.]» (исп. Aiboa)

открыта 11 ноября 1995 года
- «Альгорта[англ.]» (исп. Algorta)

открыта 11 ноября 1995 года
- «Бидесабаль[англ.]» (исп. Bidezabal)

открыта 11 ноября 1995 года
- «Ибарбенгоа[англ.]» (исп. Ibarbengoa)

согласно плану работ, должна была быть открыта в 2012 году
переименована в 2017 году (прежнее название — «Ибарбенгоа-Гечо»)
открыта 15 июня 2020 года
- «Беранго[англ.]» (исп. Berango)

открыта 11 ноября 1995 года
- «Ларрабастерра[англ.]» (исп. Larrabasterra)

открыта 11 ноября 1995 года
- «Сопела[англ.]» (исп. Sopela)

открыта 11 ноября 1995 года
- «Урдулис[англ.]» (исп. Urdúliz)

открыта 11 ноября 1995 года
- «Пленция[англ.]» (исп. Plentzia)

открыта 11 ноября 1995 года

## Линия 2
- «Басаури[англ.]» (исп. Basauri) (перед общим участком)

открыта 11 ноября 2011 года
- «Арис[англ.]» (исп. Ariz) (перед общим участком)

открыта 28 февраля  2011 года
- «Гуруцета/Крусес[англ.]» (исп. Gurutzeta/Cruces)

открыта 13 апреля 2002 года
- «Ансио[англ.]» (исп. Ansio)

открыта 13 апреля 2002 года
- «Баракальдо[англ.]» (исп. Barakaldo)

открыта 13 апреля 2002 года
- «Багаца[англ.]» (исп. Bagatza)

открыта 13 апреля 2002 года
- «Урбинага[англ.]» (исп. Urbinaga)

открыта 13 апреля 2002 года
- «Сестао[англ.]» (исп. Sestao)

открыта 8 января 2005 года
- «Абачоло[англ.]» (исп. Abatxolo)

открыта 20 января 2007 года
- «Португалете[англ.]» (исп. Portugalete)

открыта 20 января 2007 года
- «Пеньота[исп.]» (исп. Peñota)

открыта 4 июля 2009 года
- «Сантурци[англ.]» (исп. Santurtzi)

открыта 4 июля 2009 года
- «Кабьесес[англ.]» (исп. Kabiezes)

открыта 28 июня 2014 года

## Линия 3
- «Матико[англ.]» (исп. Matiko)

открыта 8 апреля 2017 года
- «Урибарри[англ.]» (исп. Uribarri)

открыта 8 апреля 2017 года
- «Сурбаранбарри[англ.]» (исп. Zurbaranbarri)

открыта 8 апреля 2017 года
- «Чурдинага[англ.]» (исп. Txurdinaga)

открыта 8 апреля 2017 года
- «Очаркоага[англ.]» (исп. Otxarkoaga)

открыта 8 апреля 2017 года
- «Кукульяга[англ.]» (исп. Kukullaga)

открыта 8 апреля 2017 года